# Síntesis de Rosenmund-von Braun
La síntesis de Rosenmund-von Braun es una reacción orgánica en la cual un halogenuro de arilo reacciona con cianuro cuproso para obtenerse así un cianuro de arilo (o benzonitrilo).
La reacción fue reportada inicialmente por el químico Karl Wilhelm Rosenmund, quien junto a su alumno Erich Struck descubrió en 1914 que el halogenuro de arilo reacciona con una solución agua-etanol de cianuro de potasio y cantidades catalíticas de  cianuro cuproso  a 200 °C. La reacción en estas condiciones produce el ácido carboxílico, pero Rosenmund especuló que el intermediario debía ser un nitrilo. Independientemente Alfred Pongratz y Julius von Braun mejoraron la reacción cambiando las condiciones de reacción aumentando la temperatura y sin utilizar disolvente. Diversas mejoras se han realizado sobre la reacción, por ejemplo, al utilizar líquidos iónicos como disolventes de la reacción.